# Enzo Monteleone
Enzo Monteleone (* 13. April 1954 in Padua) ist ein italienischer Filmregisseur und Drehbuchautor.

## Leben
Monteleone beschäftigte sich bereits während Studienzeiten mit dem Kino; er war der Direktor des Universitäts-Kinoclubs und leitete mit seinen Freunden Roberto Citran und Carlo Mazzacurati den Kinoclub „CinemaUno“ seiner Geburtsstadt. Früh schrieb er im Rahmen seines Wirkens für den „Circuito Cinema del Comune di Venezia“ Arbeiten zu Blake Edwards, Ken Russell und Werner Herzog sowie zur Retrospektive anlässlich des 50. Geburtstages des Biennale-Kinos. 1980 war er an der Verwirklichung des auf 16mm gedrehten Vagabondi von Carlo Mazzacurati geteiligt, der beim Festival „Film-Maker“ in Mailand.
1982 zog er nach Rom, wo er eine Vielzahl von Aufgaben übernahm: Er schrieb Pressebücher für die Produktionsfirmen Gaumont und Artisti Associati, verantwortete eine Kinosendung im italienischen Fernsehen, war als Dialogautor und als Regieassistent tätig. 1986 wurde erstmals ein Drehbuch Monteleones verfilmt: Hotel Colonial, eine italienisch-US-amerikanische Koproduktion mit Robert Duvall, John Savage, Rachel Ward und Massimo Troisi unter der Regie von Cinzia TH Torrini.
Es folgte eine erste von vielen Zusammenarbeiten mit Gabriele Salvatores, für den Monteleone insgesamt vier Filme schrieb: Kamikazen, in dem u. a. Paolo Rossi, Silvio Orlando und Claudio Bisio spielten, Marrakech Express, Mediterraneo, der 1992 mit dem Oscar für den besten fremdsprachigen Film erhielt, sowie Puerto Escondido, der italienische Kassenerfolg der Kinospielzeit 1992–1993.
Als Drehbuchautor schrieb er auch für etliche andere Regisseure der neuen Generation: Für Mazzacurati Il prete bello; für Giuseppe Piccioni Chiedi la luna; für Alessandro D’Alatri Der rote Amerikaner und für Maurizio Sciarra Alla rivoluzione sulla due cavalli, den Gewinner des Festivals von Locarno 2001. Kurz vor seinem Regiedebüt war er für Carlos Sauras Dispara! tätig, der, mit Antonio Banderas und Francesca Neri besetzt, bei den Filmfestspielen von Venedig 1993 im Wettbewerb lief.
1994 erschien dann Monteleones Regiedebüt La vera vita di Antonio H. – ebenfalls in Venedig vorgestellt – eine tragikomische Biografie mit und über Schauspieler Alessandro Haber (der für seine Leistung ein Silbernes Band als bester Hauptdarsteller gewann). Monteleone wurde für sein Erstlingswerk mit dem Premio Fice ausgezeichnet.
Einem Dokumentarfilm und zwei Kurzfilmen folgte mit Ormai è fatta! 1999 sein zweiter Spielfilm. Im Wettbewerb des Filmfestivals von Moskau erstmals präsentiert, wurde das Werk und Hauptdarsteller Stefano Accorsi mehrfach ausgezeichnet und erhielt vier Nominierungen für den David di Donatello im Jahr 2000.
Der 2002 gedrehte El Alamein 1942 – Die Hölle des Wüstenkrieges (bereits im Jahr zuvor hatte er das Thema dokumentarisch bearbeitet), erzählt den verzweifelten Kampf einer Kompanie italienische Soldaten in einer der blutigsten Wüstenschlachten. Erneut wurde Monteleones Werk geehrt: Drei Mal ein David di Donatello (für die beste Fotografie, den besten Schnitt und die beste Musik), zwei Mal einen Globo D’Oro, ein Silbernes Band sowie einige Auszeichnungen für ihn selbst als den Regisseur des Films.
2004 folgte ein Fernsehfilm; für Canale 5 entstand der zweiteilige Il tunnel della libertà mit Kim Rossi Stuart. Auf einer wahren Begebenheit basierend, erzählt der Film die Geschichte zweier italienischer Studenten, die nach dem Bau der Berliner Mauer zusammen mit anderen durch einen Tunnel aus Ostberlin flüchten. Drei Jahre später folgte für denselben Sender die Miniserie Der Boss der Bosse; Episoden aus dem kriminellen Leben des Totò Riina und dem Clan der Corleonesi. Auch mit diesem neuen Format war Monteleone beim Publikum ebenso wie bei den Kritikern enorm erfolgreich.
2009 adaptierte er Cristina Comencini Komödie Due partite für die Leinwand und besetzte Margherita Buy, Isabella Ferrari, Paola Cortellesi und Marina Massironi in tragenden Rollen. Im Sommer 2011 entstand für Rai 1 der zweiteilige Fernsehfilm Walter Chiari – Fino all’ultima risata, in dem das abenteuerliche Leben des bekannten Schauspielers Walter Chiari erzählt wird, wobei der Film dessen dunklere Seiten nicht ausspart. Alessio Boni spielte die Titelrolle.

## Auszeichnungen
- 1994: Preis für die beste Regie für La vera vita di Antonio H. (Premio Fice)
- 2001: Alla rivoluzione sulla due cavalli – bester Film Pardo d’Oro (Internationales Filmfestival von Locarno)
- 2002: Beste Regie für El Alamein 1942 – Die Hölle des Wüstenkrieges (Premio De Sica)

## Filmografie

### Drehbuch
- 1986: Hotel Colonial (Hotel Colonial), von Cinzia Torrini
- 1987: Kamikazen, von Gabriele Salvatores
- 1988: Marrakech Express, von Gabriele Salvatores
- 1989: Il prete bello, von Carlo Mazzacurati
- 1990: La cattedra, von Michele Sordillo
- 1991: Mediterraneo (Mediterraneo), von Gabriele Salvatores
- 1991: Chiedi la luna, von Giuseppe Piccioni
- 1991: Der rote Amerikaner (Americano rosso), von Alessandro D’Alatri
- 1992: Puerto Escondido, von Gabriele Salvatores
- 1993: Bonus malus, von Vito Zagarrio
- 1994: Dispara! (¡Dispara!) von Carlos Saura
- 1999: Liberate i pesci, von Cristina Comencini
- 2001: Alla rivoluzione sulla due cavalli, von Maurizio Sciarra

### Regie
- 1994: La vera vita di Antonio H.
- 1996: Interviste d'autore: Ettore Scola, Dokumentarfilm
- 1997: Beer & cigarettes, Kurzfilm
- 1997: Wine & cigarettes, Kurzfilm
- 1999: Ormai è fatta!
- 2000: Piazza Vittorio, Dokumentarfilm
- 2001: Sono solo un artigiano – Intervista a Suso Cecchi d’Amico, Dokumentarfilm
- 2001: I ragazzi di El Alamein, Dokumentarfilm
- 2002: El Alamein 1942 – Die Hölle des Wüstenkrieges (El Alamein – La linea del fuoco)
- 2004: Tunnel della libertà, Fernsehfilm
- 2007: Der Boss der Bosse (Il Capo dei Capi), 6-teiliger Fernsehfilm
- 2009: Due partite
- 2012: Walter Chiari – Fino all'ultima risata, Fernseh-Miniserie